# Palmeiras (Bahia)
Palmeiras é um município brasileiro do estado da Bahia. É conhecido pelo seu ecoturismo, sendo cidade-sede do Parque Nacional da Chapada Diamantina. Dispõe de diversas atrações turísticas como o Morro do Pai Inácio, Vale do Pati e a Cachoeira da Fumaça, a maior queda d'água do Brasil. Seu distrito, Caeté-Açu ou Vale do Capão é uma das principais rotas dos turistas na Chapada Diamantina.

## História
Com o início da ocupação do Sertão das Jacobinas, nome pelo qual era conhecida a região da Chapada Diamantina durante o período colonial, diversos agentes colonizadores de origem europeia passaram a ocupar as terras e expulsar os habitantes nativos da região, que fugiam da escravização ilícita praticada por exploradores e curraleiros ou até mesmo do genocídio praticado por soldados e autoridades vinculados à Coroa Portuguesa em expedições de "guerra justa".

### Da Fazenda das Palmeiras à descoberta das jazidas de diamantes
A despeito do auge da mineração, entre os anos de 1857 a 1861, houve uma forte estiagem que atingiu a Chapada Diamantina como um todo, gerando episódios de fome, escassez e carestia de alimentos, movimentos migratórios e prejuízos ao comércio desenvolvido nas povoações situadas na região, incluindo aquelas situadas no atual município de Palmeiras.

### Emancipação de Villa Bella das Palmeiras
Em 1891, como reflexo da emancipação que exigia a implantação de serviços públicos básicos, a professora Altina Martins da Rocha assumiu a cadeira do sexo feminino na Villa Bella das Palmeiras, após remoção de Xique-Xique de Igatu, conforme os Actos de 28 de abril de 1891 (ato de criação da cadeira) e 30 de abril de 1891 (ato de remoção), e o professor João Saturnino da Fonseca, nomeado para ocupar a cadeira mista de primeira classe na Villa Bella das Palmeiras, conforme Acto do dia 2 de junho de 1891, expedido pela Diretoria Geral da Instrução Pública do Estado da Bahia.
Apesar de emancipado, sob a ótica do Poder Judiciário, o município era considerado um mero "termo judiciário" que estava subordinado à jurisdição da Comarca das Lavras Diamantinas, cuja sede era situada em Lençóis, e que teve como primeiro juiz de direito, após a estruturação da magistratura em 1892, o bacharel Jacintho Ferreira da Silva.

### Era dos Intendentes
Segundo o Almanak do Estado da Bahia para o ano de 1899, naquele ano, o intendente de Villa Bella das Palmeiras era Aparicio da Cunha Menezes.
De acordo com o Almanak Laemmert para o ano de 1915, o município de Palmeiras possuía 8.000 habitantes e, apenas, 575 eleitores. Naquele ano, este município era administrado pelo tenente-coronel Lormino Pereira dos Santos, que havia sido nomeado Intendente, cargo equivalente ao de chefe do Poder Executivo. Já o coronel Joaquim de Castro Lima exercia o cargo de presidente do Conselho Municipal, órgão equivalente ao Poder Legislativo municipal.
Nessa época, uma das principais lideranças políticas estaduais que exercia influencia política sobre os intendentes locais era o então deputado estadual Olympio Barbosa, político que era vinculado ao líder coronelista Horácio de Matos.
Mudanças na educação local a partir de 1924, quando o município de Palmeiras teve sua rede de ensino ampliada de 4 (dado de 1923) para 6 escolas (dado 1926), com as matrículas de alunos aumentando de 87 (dados de 1923) para 302 (dados de 1926), por causa da iniciativa de Anísio Teixeira à frente da Inspetoria Geral de Ensino do governador Góis Calmon, em que ele atuou na ampliação do acesso à educação no interior da Bahia.
A década de 1920 também foi marcada pelo combate a diversas epidemias como a da gripe espanhola e a da peste bubônica. Por sinal, a ocorrência dos primeiros surtos epidêmicos de peste bubônica no ano de 1926 na cidade de Palmeiras e na vila de Campos de São João motivaram a ida à Palmeiras de uma "Comissão do governo" do estado da Bahia às “Lavras Diamantinas”, comissão sanitarista chefiada pelo médico Otto Schmidt que chegou na cidade em 4 de junho de 1927. Esta comissão realizou o inquérito epidemiológico que permitiu conhecer os meios de transmissão de doenças e a saúde dos sertanejos das “Lavras Diamantinas”, além de fornecer orientações educativas visando promover a profilaxia de doenças na população local.

### Redemocratização, Nova República e criação do Parque Nacional
Em 1985, foi criado o Parque Nacional da Chapada Diamantina (PARNA-CD), unidade de conservação federal que abarcou uma parcela do território do município de Palmeiras.
Em novembro de 2003, o então prefeito Carlos Lopes teve seu mandato cassado pela Câmara Municipal de Vereadores sob acusação de corrupção. Ele tentou reverter a decisão por meio da Reclamação n.º 38860-1/2004, sendo que o Tribunal de Justiça do Estado da Bahia manteve o impedimento (impeachment) realizado pelos vereadores.
Em 29 de março de 2012, o então prefeito da cidade, Marcos Teles (do PR), teve seu mandato cassado pelo Tribunal Superior Eleitoral, juntamente com seu vice José Soares Júnior (PTB).
Durante as eleições de 2012, o servidor público estadual fazendário Adriano de Queiroz Alves, vulgo Didico (PPS), que possui parentesco com o ex-prefeito Jusselino Queiroz, foi eleito Prefeito Municipal.
Em 2016, o então vereador Ricardo Oliveira Guimarães, vulgo Ricardo Guimarães (PSD), político que possui parentesco com o ex-prefeito Newton Cathalat Guimarães, foi eleito para o cargo de Prefeito Municipal com 50,69% dos votos válidos.
Em 5 de julho de 2017, o município de Palmeiras perde seu fórum judicial, o Fórum Ruy Barbosa, em razão do Tribunal de Justiça do Estado da Bahia ter editado a Resolução TJ-BA nº 06/2017 que desativou a Comarca de Palmeiras. A partir de então, a prestação dos serviços judiciários para os cidadãos palmeirenses seria realizada pela Comarca vizinha de Iraquara.
Durante as eleições municipais de 2020, o então prefeito Ricardo Guimarães (PSD) concorreu a um novo mandato, tendo sido reeleito com 43,49% dos votos válidos.

## Geografia

### Clima
Palmeiras, como boa parte da região central da Bahia, possui um clima úmido a subúmido.

### Geologia e relevo

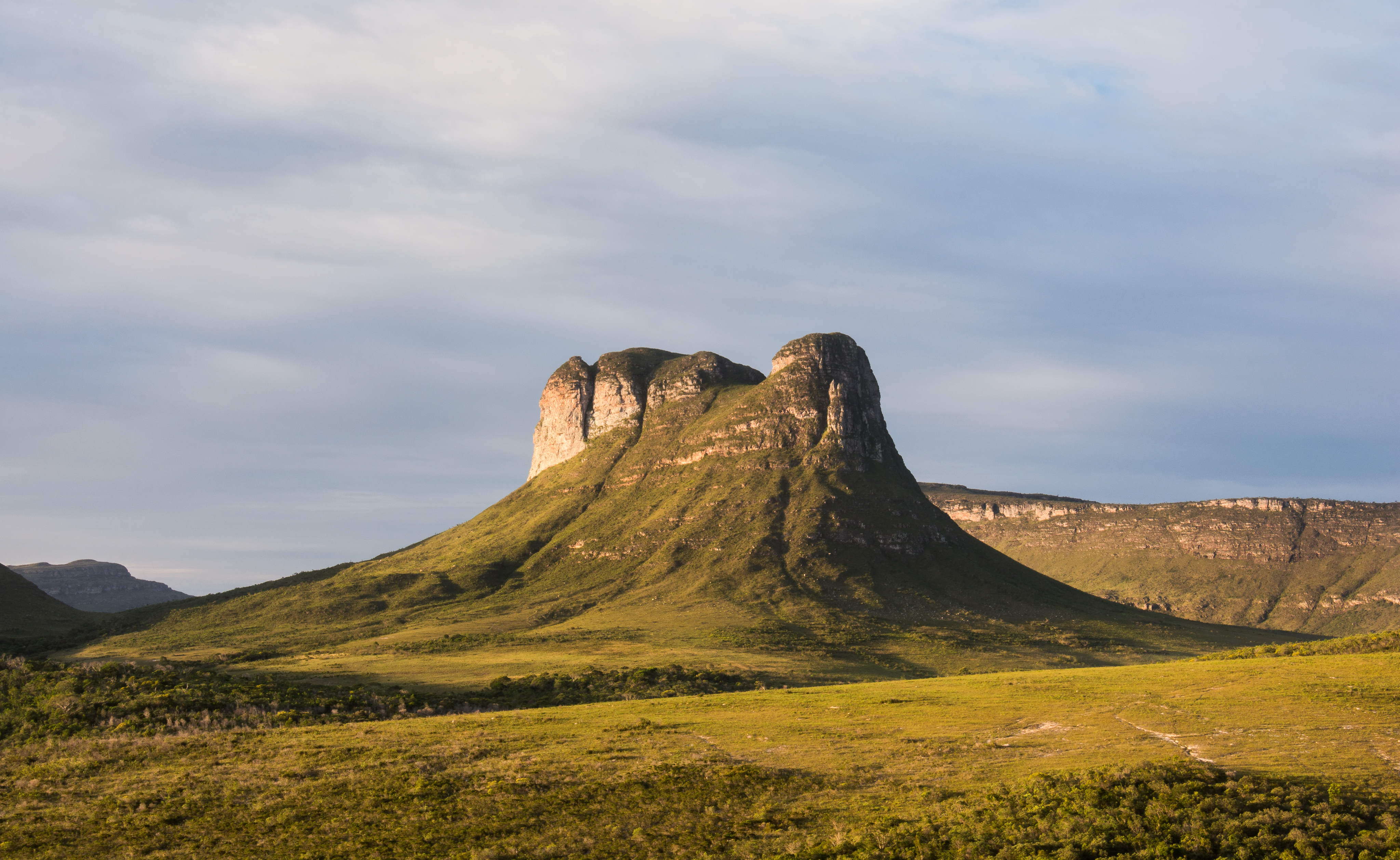
Morrão

A geologia do município de Palmeiras é caracterizada por uma predominância de formações antigas com presença de rochas (arenitos e granitos). Também há carbonados, diamantes e outras pedras cristalinas principalmente nos leitos dos rios. Ao norte, há presença de terras argilosas, predominando rochas calcárias.
Quanto ao relevo, o município apresenta um relevo montanhoso de altitudes elevadas comparado ao restante do estado. Portanto, seu território é cortado por numerosas serras, entre elas estão Sincorá, Dois Braços, Santa Isabel, Lajedinho, do Pati, Brejões, Serra Negra, do Sobrado, do Tejuco, do Gonçalo, do Frio e Gitirinha.
Além das serras há também diversas formações montanhosas que compõem a paisagem do município, destacando-se:
- Morro do Pai Inácio: 1.170 m de altitude
- Morrão ou Monte Tabor: 400 m de altura
- Morro do Camelo: 1.090 m de altitude[27]
- Morro Branco: 1.545 m de altitude
- Morro da Preá: 1.369 m de altitude
- Morro da Moitinha: 1.545 m de altitude
- Morro da Volta da Serra: 1.120 m de altitude

### Hidrografia
Em relação à hidrografia, os rios principais são o rio Preto, afluente do rio Paraguaçu, rio da Conceição de Baixo, rio da Conceição dos Gatos, rio São João, rio Santo Antônio, rio da Serra Negra, rio Ribeirão, rio Cochó, rio dos Coités, rio Guiné, rio Capão e o rio Tejuco (limite com o município de Seabra), além de cursos d'água menores como o riacho Rodas, afluente do rio Preto, riacho do Ouro, córrego da Lavrinha, Córrego do Julião e o córrego do Lajedinho.
Os referidos rios possuem diversas cachoeiras e quedas d'águas, destacando-se a cachoeira da Fumaça, a cachoeira do Riachinho, a cachoeira do Rio Preto, a cachoeira da Conceição dos Gatos, a cachoeira do Vinte-e-Um, a cachoeira das Rodas, a cachoeira do Dois Braços, a cachoeira da Purificação, entre outros.
O principal espelho d’água existente no município é o Açude Gavião.

### Flora e biodiversidade

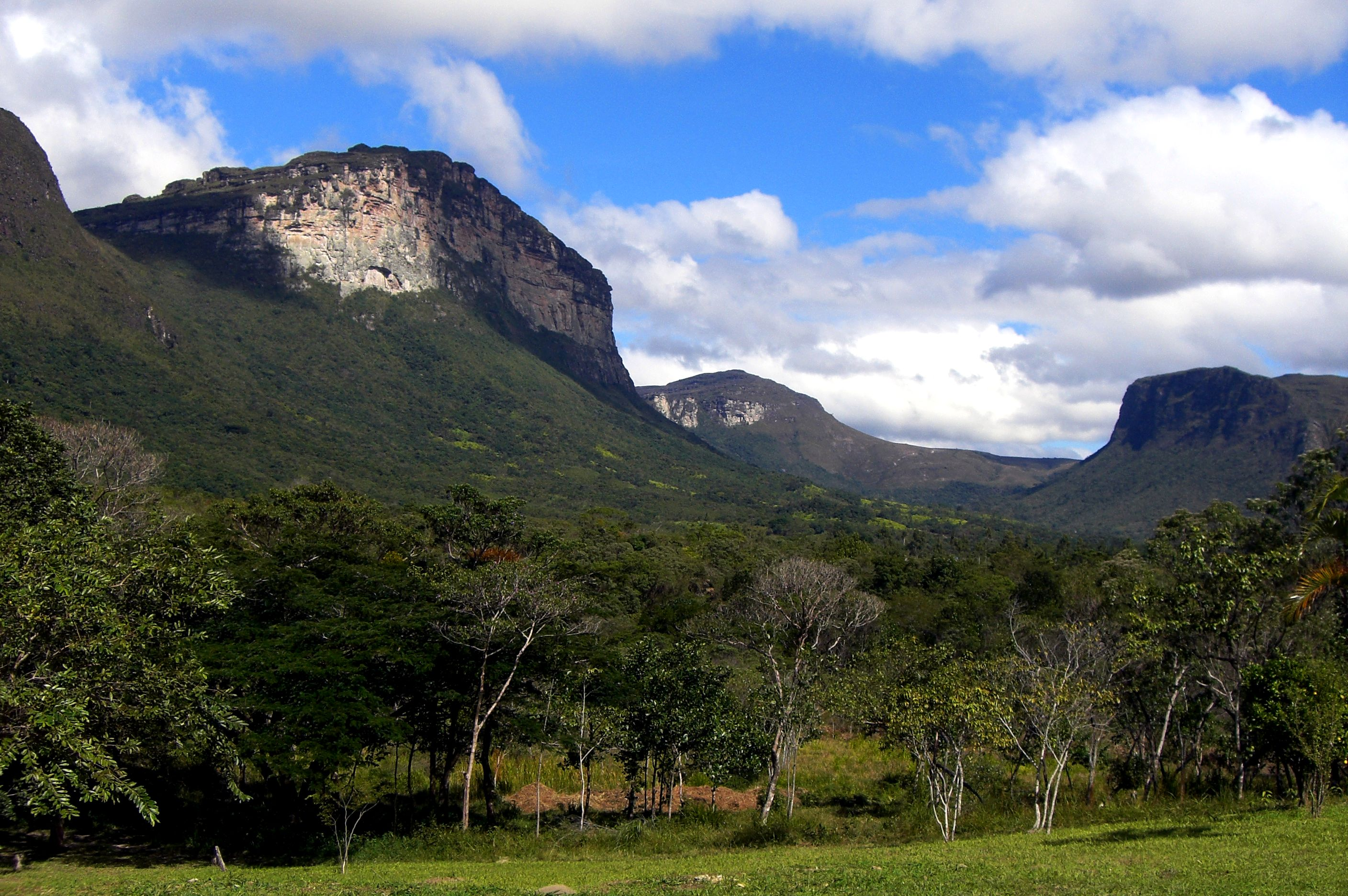
Vale do Capão

De acordo com levantamento publicado pela SEI, a vegetação existente no município é composta por um mosaico misto que compreende:
- Cerrado Parque, sem Floresta-de-Galeria;
- Contato Cerrado-Floresta Estacional;
- Caatinga Arbórea Densa, com palmeiras;
- Contato Caatinga-Floresta Estacional;
- Contato Cerrado-Caatinga; e
- Refúgio Ecológico Montano.

O território do município é atingido pela área de três unidades de conservação:
- Parque Nacional da Chapada Diamantina;
- APA Estadual Marimbus/Iraquara;
- RPPN Fazenda Córrego dos Bois.

Além destas unidades de conservação federal e estadual, existem também os seguintes espaços territoriais especialmente protegidos criados pelo município:
- Parque Natural Municipal do Morro do Pai Inácio: 90 ha (área territorial);[28]
- Parque Natural Municipal do Riachinho: 100 ha (área territorial);[28]
- Parque Natural Municipal do Boqueirão.[29]

## Demografia
Palmeiras foi uma das cidades mais importantes das Lavras Diamantinas durante o auge do garimpo. De acordo com o censo demográfico de 2010, produzido pelo Instituto Brasileiro de Geografia e Estatística (IBGE), a população do município era em 8 410  habitantes, o que a colocava na posição 370ª entre os 417 municípios baianos e na posição 3.283ª entre os 5.570 municípios brasileiros, no que se refere à sua população.
Após o Censo do IBGE de 2022, verificou-se que a população do município de Palmeiras teve um aumento de 24,33% que resultou em 10 339 habitantes.
O município de Palmeiras apresenta também uma densidade populacional de 12,79 hab./km².
O município possui um Índice de Desenvolvimento Humano (IDH) médio (0,643), o que a coloca na posição 3.234º entre os 5.570 municípios brasileiros.
Segundo o IBGE, a composição étnica ou racial da população do município é a seguinte:
| |         |
| \| Amarela \| 0,26 % \| \| Branca \| 17,97 % \| \| Indígena \| 0,52 % \| \| Parda \| 57,95 % \| \| Preta \| 23,29 % \| |         |
| Amarela | 0,26 %  |
| Branca | 17,97 % |
| Indígena | 0,52 %  |
| Parda | 57,95 % |
| Preta | 23,29 % |

## Organização político-administrativa
O Município de Palmeiras possui uma estrutura político-administrativa composta pelo Poder Executivo, chefiado por um Prefeito eleito por sufrágio universal, o qual é auxiliado diretamente por secretários municipais nomeados por ele, e pelo Poder Legislativo, institucionalizado pela Câmara Municipal de Palmeiras, órgão colegiado de representação dos munícipes que é composto por 9 vereadores também eleitos por sufrágio universal.

### Atuais autoridades municipais de Palmeiras
- Prefeito: Wilson José da Rocha "Wilson do Capão" - AVANTE (2025/-)[34]
- Vice-prefeito: Edson Rodrigues Filho "Edinho de Caboclo" - MDB (2025/-)[34]
- Presidente da Câmara: Geferson Santos Guimarães "Feu" - PSD (2021/-)[35]

### Remuneração dos agentes políticos do Município de Palmeiras
O valor da remuneração (chamado pelo termo técnico de "subsídio") dos agentes políticos de Palmeiras é o seguinte:
| Principais "salários" de autoridades municipais (fonte: TCM - Agosto/2022) | Principais "salários" de autoridades municipais (fonte: TCM - Agosto/2022) | Principais "salários" de autoridades municipais (fonte: TCM - Agosto/2022) |
| Poder                                                                      | Cargo público                                                              | Valor (em R$ - reais)                                                      |
| -------------------------------------------------------------------------- | -------------------------------------------------------------------------- | -------------------------------------------------------------------------- |
| Executivo                                                                  | Prefeito(a) Municipal                                                      | 14.000,00                                                                  |
| Executivo                                                                  | Vice-Prefeito(a) Municipal                                                 | 7.000,00                                                                   |
| Executivo                                                                  | Secretário(a) Municipal                                                    | 4.000,00                                                                   |
| Legislativo                                                                | Vereador                                                                   | 5.000,00                                                                   |

## Economia
Originalmente baseada na extração mineral de pedras preciosas realizada pelo garimpo, na contemporaneidade, a economia de Palmeiras tem sido incrementada pelo turismo motivado pelas atrações naturais da região, tornando o setor de serviços o mais importante do município. Palmeiras também depende de muitos de seus munícipes que trabalham fora dela e remetem dinheiro a ela.

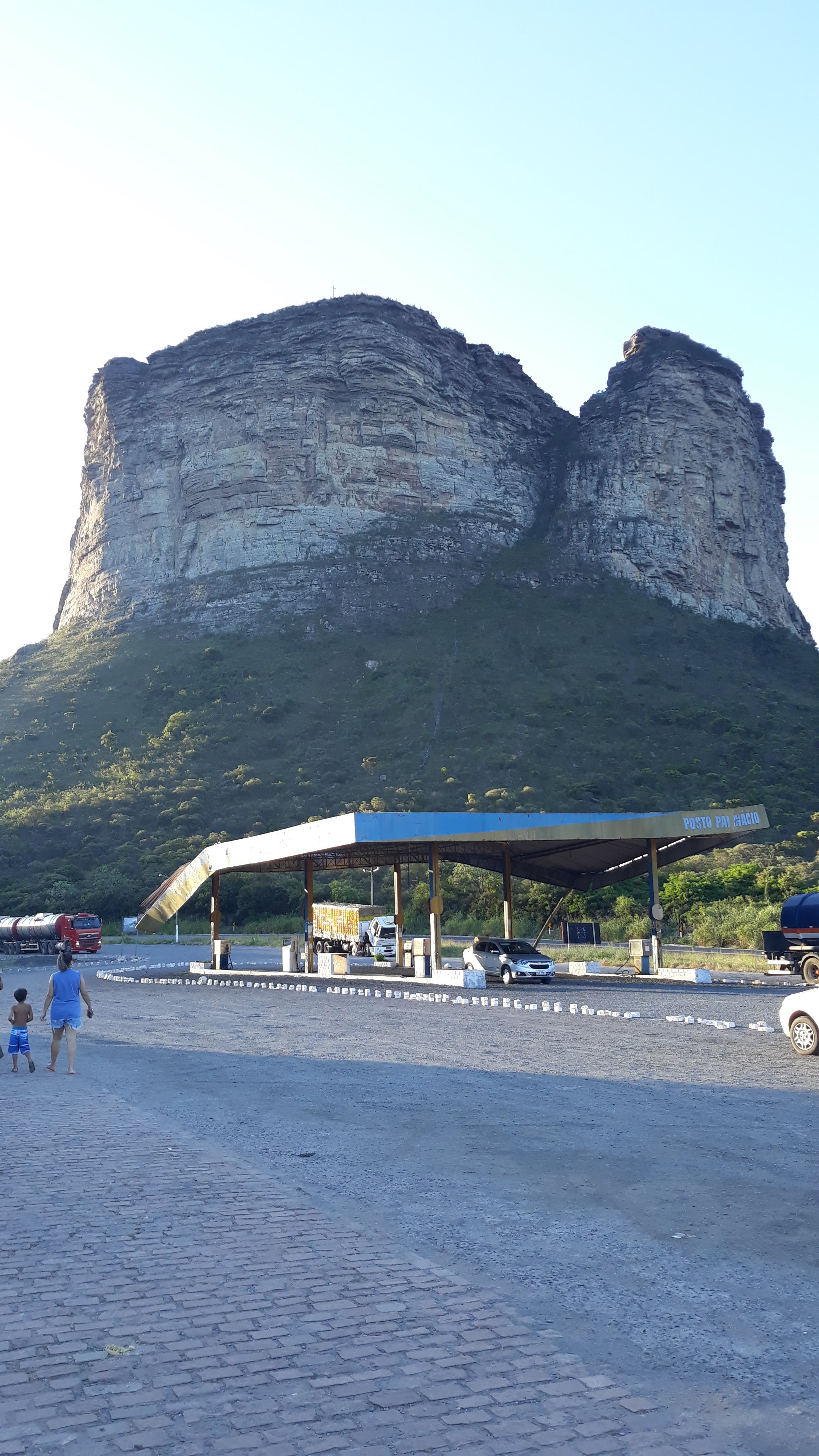
Morro do Pai Inácio

|                                                                                    |         |
| \| Serviços \| 74,41 % \| \| Agropecuária \| 14,58 % \| \| Indústria \| 11,01 % \| |         |
| Serviços                                                                           | 74,41 % |
| Agropecuária                                                                       | 14,58 % |
| Indústria                                                                          | 11,01 % |

### Agropecuária
O setor agropecuário é a segunda principal atividade produtiva no município. Dados da Superintendência de Estudos Econômicos e Sociais da Bahia (SEI) relativos ao ano de 2011 apontam  que as culturas agrícolas que tiveram o maior rendimento médio (considerando a relação entre produção em quilogramas e hectare plantado) foram: tomate, coco-da-baía, banana, abacaxi, maracujá e mandioca.
No âmbito da pecuária, a produção não é muito significativa, tendo como criações de destaque a avicultura e os rebanhos bovinos.
O município possui ainda uma significativa produção de mel de abelha, tendo sido identificada no ano de 2011, a produção de 13 mil quilogramas de mel.

### Indústria
Palmeiras é um distrito industrial de produção incipiente, não tendo sequer sido incluído pelo relatório produzido pela SEI chamado Análise da Situação Econômica dos Distritos Industriais e publicado em 2017.

## Infraestrutura

### Educação
Segundo dados de 2014, produzidos pelo Governo Estadual, existem escolas públicas estaduais e municipais em todo o território municipal, com os estabelecimentos estaduais de ensino situados apenas na área urbana.
| Modalidade de ensino         | Estabelecimentos (número total) | Estaduais | Municipais (zona urbana) | Municipais (zona rural) | Privadas                  |
| ---------------------------- | ------------------------------- | --------- | ------------------------ | ----------------------- | ------------------------- |
| Ensino infantil              | 16                              | 0         | 1                        | 13                      | 2 (1 delas na zona rural) |
| Ensino fundamental           | 19                              | 2         | 1                        | 14                      | 2 (1 delas na zona rural) |
| Ensino médio                 | 1                               | 1         | 0                        | 0                       | 0                         |
| Educação de Jovens e Adultos | 2                               | 2         | 0                        | 0                       | 0                         |

### Saneamento Básico e Resíduos Sólidos
De acordo com os dados do Plano Municipal de Saneamento Básico, os serviços de esgotamento sanitário foram implantados no  município de Palmeiras no ano de 2010.
A cobertura da rede de esgoto, que é um dos serviços de saneamento básico, no município compreende 1.017 unidades, atendendo, assim, a uma população de 3.874 habitantes. Logo, o índice dessa cobertura de ligações de esgotamento sanitário da cidade de Palmeiras, comparando ao número de ligações de água, fica entorno de 61%.

### Habitação, serviços e comunicação
De acordo com o censo do IBGE relativo a 2010, a cobertura dos serviços públicos de saneamento básico era de 28,1 % sobre as unidades domiciliares existentes por todo o território municipal.
Em relação aos serviços bancários, o município conta com uma agência do Bradesco.
Quanto aos serviços postais, o município conta com uma agência de correios, uma agência de correio comunitária e uma caixa coletora.
Quanto à comunicação telefônica, a cobertura de telefonia celular é feita pela TIM, a única operadora que atua no município.

## Cultura

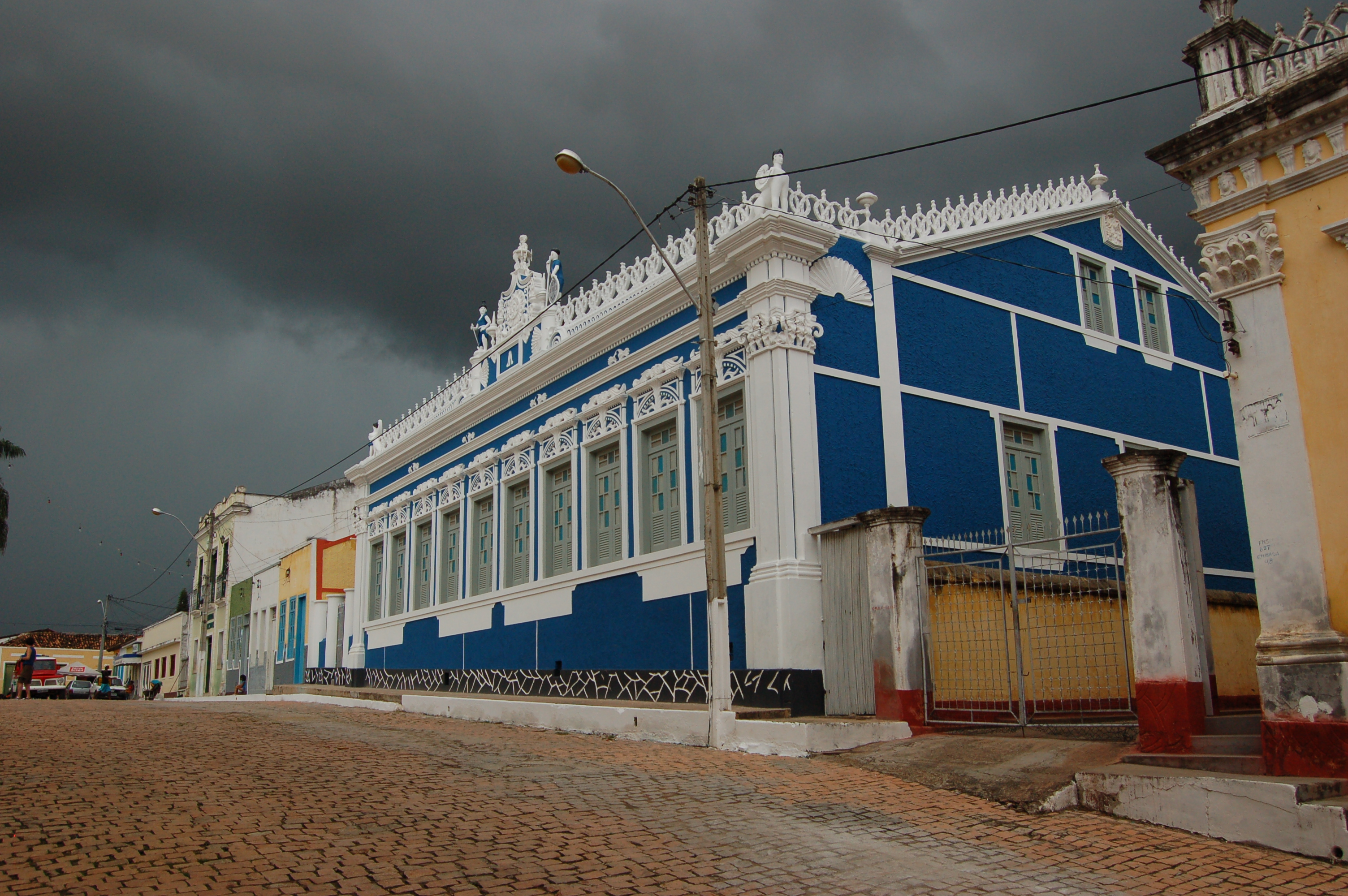
Casarão na praça Dr. José Gonçalves

### Patrimônio Cultural Material
O Conjunto Arquitetônico, Urbanístico e Paisagístico da Cidade de Palmeiras foi tombado, no âmbito estadual, pelo Instituto do Patrimônio Artístico e Cultural da Bahia (IPAC) com tombamento provisório, através do processo nº 0607140004059.
O tombamento compreende os seguintes logradouros: Largo 2 de julho, Rua Ruy Barbosa, Praça Doutor José Gonçalves, Rua Coronel Antônio Afonso, Rua Coronel Dreger, Praça Souto Soares, Rua 15 de Janeiro, Rua Carlos Torres, Rua Santa Cruz, Rua Dr. José Marcelino, Rua Conselheiro Luiz Viana e Praça Juracy Magalhães.

### Feriado municipal
É feriado especificamente municipal em Palmeiras:
- 24 de junho.[50]

## Subdivisões
Palmeiras é oficialmente dividido em 10 bairro que estão delimitados territorialmente pela legislação municipal.

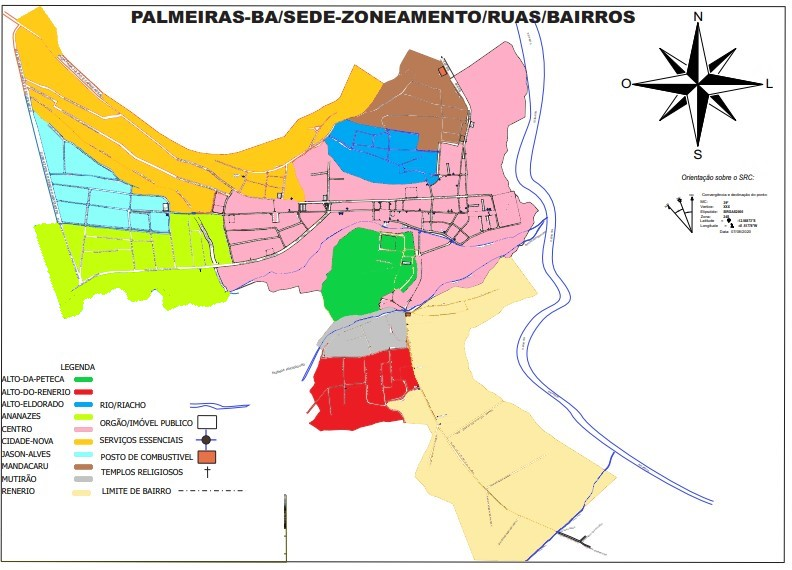
Bairros de Palmeiras